# Agir
Agir är ett franskt politiskt parti som skapades den 26 november 2017. De har sedan ledamotsvalet 2017 11 mandat i nationalförsamlingen. En stor del av dess medlemmar har tidigare varit aktiva inom Republikanerna och partiet skapades som ett alternativ till det. Det beskrivs som ett liberalt kristdemokratiskt parti som är för Europeiska unionen. De ingår i partigruppen Agir ensemble tillsammans med bland annat Unionen av demokrater och oberoende.
| År   | Mandat |
| ---- | ------ |
| 2017 | 11     |

| År   | Mandat |
| ---- | ------ |
| 2017 | 6      |

| År   | Mandat |
| ---- | ------ |
| 2019 | 1      |